# Col roulé
Vous lisez un « bon article » labellisé en 2009.

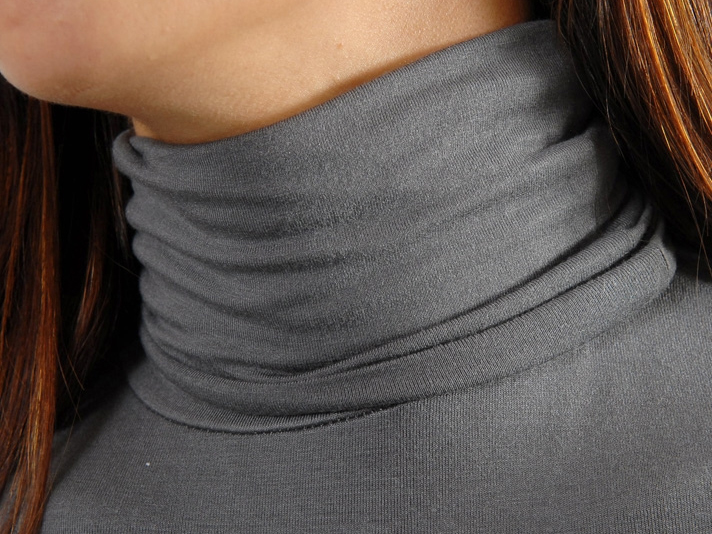
Col roulé.

Un col roulé est un type de col tubulaire qui se rabat et couvre le cou. C'est aussi le nom donné au vêtement unisexe se caractérisant par son haut col roulé.
En maille ou en tissu souple, le col roulé est généralement sans ouverture, boutonnage ou fermeture éclair et s'enfile par le haut.
La confection de l'encolure et du col est souple et élastique pour permettre à la fois le passage de la tête puis le retrait du col pour enserrer le cou.
Apparu à la fin du XIXe siècle, issu du monde du travail puis du sport, il entre dans le domaine de la mode vers les années 1920.
Le développement des matières synthétiques le popularise dans les années 1970. Après une éclipse dans les années 1980, il redevient un basique de la mode occidentale dans les années 2000. Apprécié pour la discrétion et la chaleur qu’il procure, il fait parfois office de haut chic et tendance façon bon chic bon genre.

## Historique
|                         |  |                         |
| Sous-pull avec manches. |  | Sous-pull sans manches. |

Au col plus haut que le traditionnel pull marin Gansey à col montant tricoté d'une pièce, le pull à col roulé est d'abord un vêtement populaire porté au XIXe siècle par les marins, les pêcheurs et les ouvriers pour son aspect pratique apportant chaleur et protection.
Le col roulé sera ensuite adopté en 1860 par les joueurs de polo et deviendra à la fin du XIXe siècle un vêtement de sport pour la gymnastique et les sports de plein air (c'est encore le cas pour les gardiens de but dans les années 1950). Une version plus légère est portée pour le golf et le hockey.
Le col roulé  passe dans la garde-robe féminine d'abord par les tenues de sport. Au début du XXe siècle, il fait son entrée dans l'habillement féminin sous l'influence des illustrations des Gibson Girls et de leur égérie, Camille Clifford qui porte des robes à col montant souples.
Dans les années 1930, les cols roulés sont fabriqués avec des fibres plus légères et plus fines comme la laine mérinos ou le coton et commencent à être portés avec les costumes et les vestes de sport, une tendance qui perdurera.
Dans les années 1940, le pull à col roulé est la tenue emblématique de la Royal Air Force pendant la Seconde Guerre mondiale.
En anglais, selon le pays, on désigne le col roulé par des noms différents : polo neck ou roll neck est utilisé au Royaume-Uni, turtleneck aux États-Unis et au Canada, skivvy en Australie.
Inventé en 1958, l'introduction progressive de l'élasthanne dans l'industrie textile permet de produire un pull à col roulé en jersey fin et élastique, facile à entretenir, souple au toucher et qui n'irrite pas le cou. La fibre de ce vêtement moulant d'un grand confort, est appréciée pour sa fonctionnalité et sa texture intéressante. Ce « pull-over à mailles fines et à col roulé » est appelé « sous-pull », mot apparu en 1975.
Dans les années 1970, le col roulé devient un objet de contre-culture. Il est porté par des militantes féministes comme Dorothy Pitman Hughes et Gloria Steinem et fait partie de la tenue des Black Panthers.
Délaissé dans les années 1980, le pull à col roulé revient dans les années 2000 comme un gage de modestie et de prudence, mais il est également perçu comme un habit élégant qu'il est possible d'accorder sans risque avec un grand nombre de tenues. « Le col roulé devient chic et tendance ».

## Façon

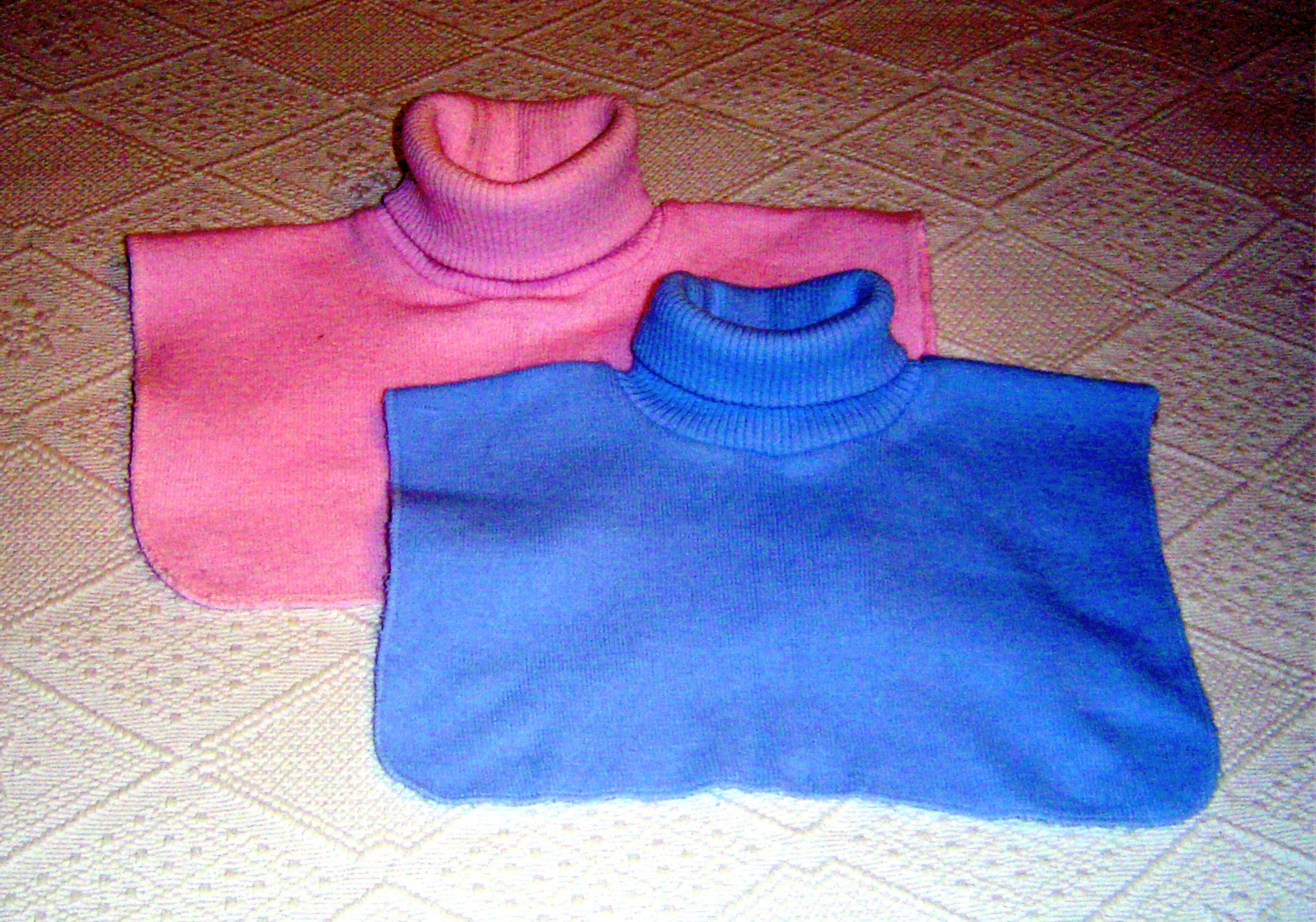
Deux plastrons.

Le col roulé classique est tubulaire et souple, ou réalisé avec un tricot à point de côtes pour permettre d’enfiler le col par la tête sans nécessiter une ouverture avec un boutonnage ou une fermeture éclair. Il est produit industriellement dans une grande variété de fibres et d'épaisseurs, mais il existe également de nombreux modèles pour tricoter à la main des cols roulés. Le col roulé est obtenu en relevant les mailles autour de l'encolure avec une aiguille circulaire. Le col est ensuite tricoté en rond jusqu'à la hauteur nécessaire. Il est également possible de modifier ou rajouter un col roulé à des vêtements existants.
Apparu dans les années 1960, le plastron, permet de rajouter un col roulé sous un vêtement à encolure rase. Vêtement unisexe, le pull en laine à col roulé est décliné homme, femme et enfant, à une époque où l'on[style à revoir] tricote encore beaucoup : dans le magazine Modes et Travaux de septembre 1975 un col roulé se tricote en cotes 1/1 avec du no 4 1/2 et dans le magazine Mon tricot no 107 du 3e trimestre 1973 un modèle au col roulé se tricote en cotes 1/1 avec du no 3 et un modèle en jersey en cotes 3/2 (aiguilles 3 1/2).

### Port

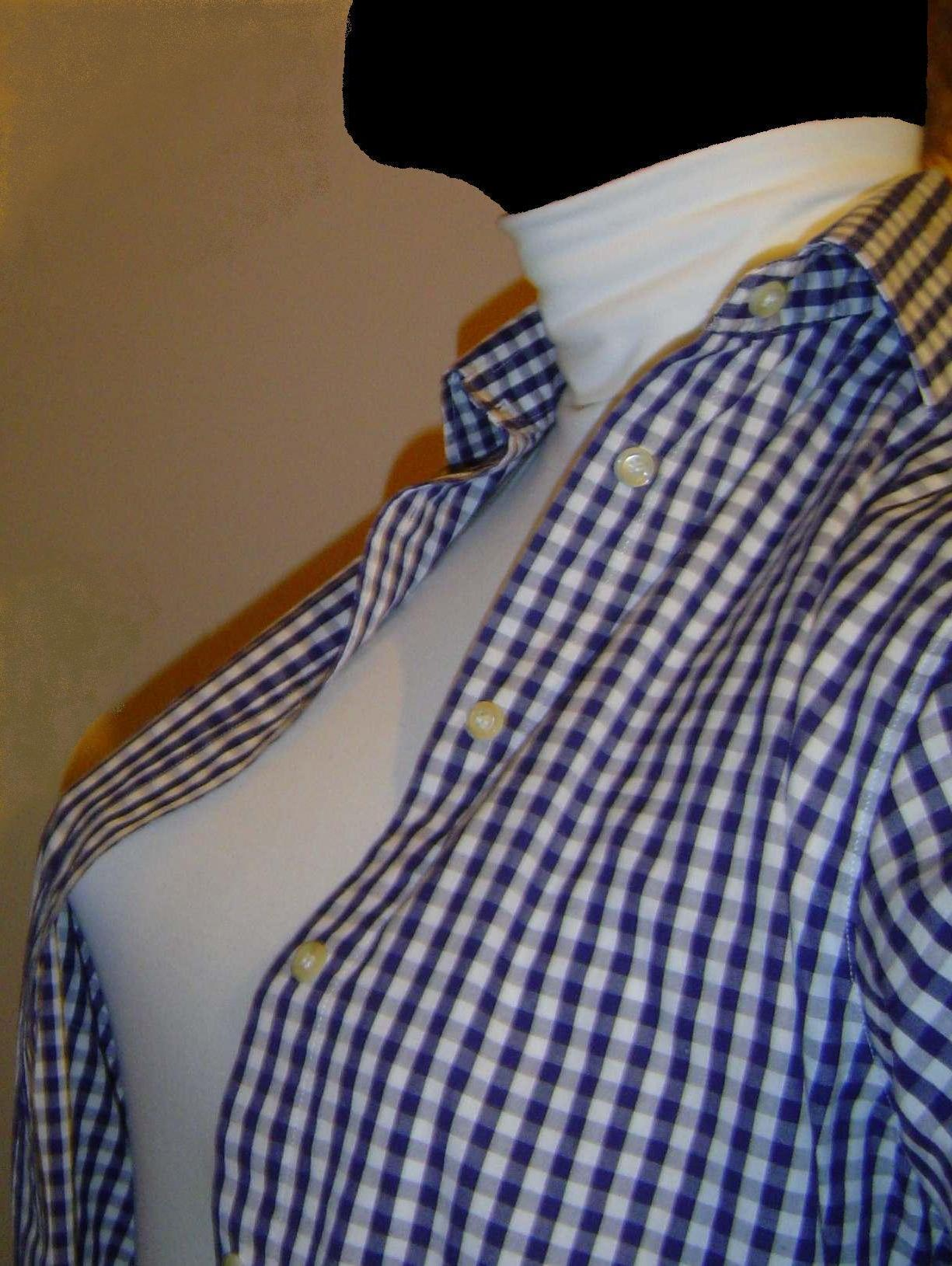
Sous-pull blanc à col roulé porté sous un chemisier.

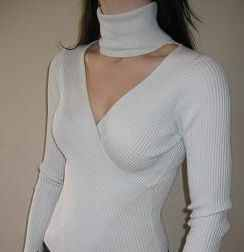
Col roulé associé à un décolleté.

Le col roulé est unisexe au sens où ce type de haut en maille est disponible aussi bien pour les femmes que pour les hommes ainsi que pour les enfants.
Le col roulé étant une pièce de vêtement à la forme marquée, il est souvent proposé dans des couleurs unies classiques (noir, beige, gris, bleu, blanc…) ou vives, en uni ou chiné, mais généralement sans motifs sauf du relief (côtes, jacquard…).
Selon l'épaisseur, le col roulé se porte différemment.
D'épaisseur moyenne, le pull à col roulé peut se porter en superposition avec d'autres pièces ou seul. S'il est plus épais, le pull à col roulé peut se porter seul sous un manteau, sans nécessiter une écharpe. Pour le sport, le sous-pull à col roulé peut être une première couche technique, la couche de base portée à même la peau agissant comme un régulateur corporel. Il peut être en fibres naturelles, synthétiques ou hybrides.
Fin et moulant, le pull à col roulé révèle les formes (musculature, corpulence, ventre, seins) à l'avantage ou au désavantage de la personne. Il peut être porté en sous-pull sous un autre vêtement ou seul. À l'inverse du col roulé noir, associé à des tenues féminines de style décontracté, le col roulé blanc moulant est associé depuis longtemps aux tenues de style classique et élégant. Il est ainsi porté par des célébrités que l'on voit dans les revues telles que Point de vue, par exemple la photographie officielle de la famille royale de Belgique où l'une des princesses porte un pull blanc moulant à col roulé.
En mars 2011, Céline fait défiler des mannequins en col roulé blanc très moulant, où, loin d'être cantonné dans les tenues de sport d'hiver, il « gagne en élégance » dans un style qualifié de « sport chic ».
À l'inverse des femmes qui portent un double-menton et à qui les stylistes recommandent d'éviter le port du col roulé moulant, ces stylistes recommandent les cols roulés portés longs et hauts près du cou : « le col roulé ajusté au corps raffine et allonge la silhouette. Ça donne du style ».
Ce col roulé fin et moulant, reste un vêtement très apprécié des femmes tant pour le confort et la chaleur qu'il procure que pour son côté séduction.
Cette séduction s'exerce également au niveau du cou, mis en valeur par le col roulé. C'est pourquoi, ces hauts ont parfois un col bien moulant et très haut, de façon à mettre en valeur les longs cous. Comme l'indique un site spécialisé dans le domaine de la lingerie féminine : « À col roulé, le body n’occulte pas l’incomparable beauté de notre cou de cygne. Bien au contraire, il le moule pour mieux mettre en exergue sa ligne effilée et son allure altière tout en le protégeant du froid glacial ».

## Vêtement masculin

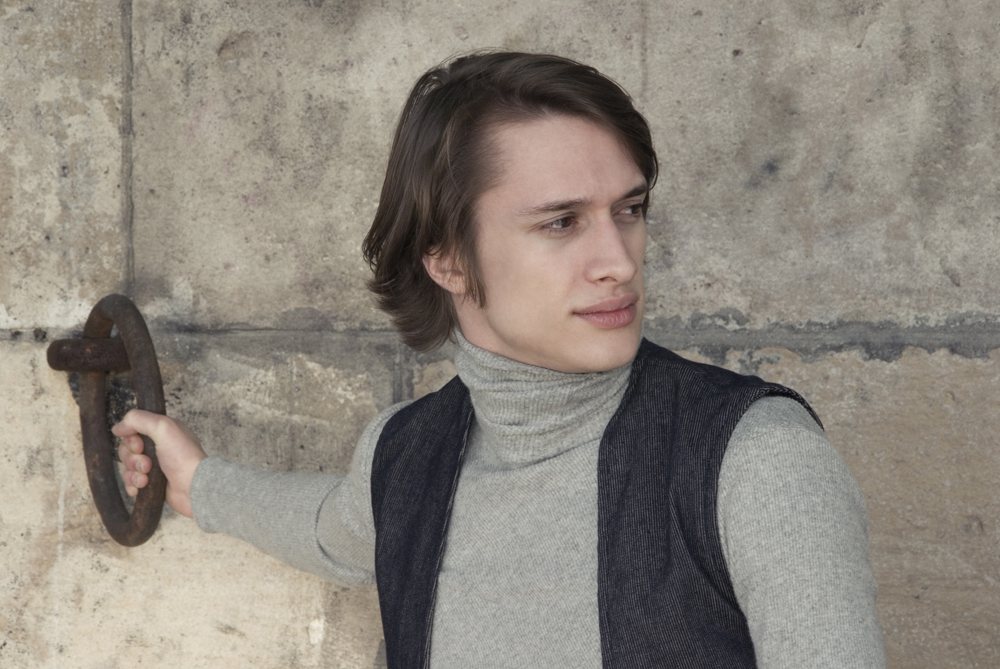
Mannequin habillé d'un pull à col roulé.

Initialement assez épais, en laine, les pulls à col roulé sont ensuite réalisés dans des matières plus légères et dans une grande variété de couleurs. Leur adoption par Noël Coward dans les années 1920 les rend populaires. Pour les acteurs de cinéma ou les héros de bande dessinée, c'est un vêtement qui mettrait plutôt en évidence leur masculinité. Issu du monde du sport et du travail et intégré par la mode au milieu du XXe siècle, le pull à col roulé est alors considéré comme un moyen de se libérer du formalisme de la cravate.
Vers 1965-1966, apparaissent les hauts moulants. Dans sa collection été 1967, Pierre Cardin habille les mannequins hommes d'un sous-pull blanc moulant sous une veste à large fermeture éclair.
La tentative lancée dans les années 1980, par des stylistes de la mode masculine, du port du sous-pull à col roulé glissé sous la chemise n'a pas été reprise par l'homme de la rue, la cravate ayant retrouvé à la fin des années 1990 son initiale raison d'être : être remarquable et remarquée. Des stylistes, toutefois, continuent à proposer le sous-pull lors des défilés de mode, comme le belge Raf Simons. En février 1998, un Autrichien dépose même un brevet original de pull à col roulé dont le col est pourvu d'une ouverture par laquelle on peut faire passer un accessoire (cravate, nœud papillon…).
Durant les défilés de mode début 2011, le port du col roulé est présenté comme une composante du vestiaire masculin : impeccable pour être à la fois élégant et avoir chaud. Il est vu, chez quelques stylistes, décliné en différentes matières, chez Hermès et Jil Sander par exemple où il se porte parfois sous des chemises,. Quant à l'homme Lanvin, il porte sous sa chemise un sous-pull à col roulé assorti, et les chemises blanches larges se portent obligatoirement en superposition d’un col roulé « seconde peau » dans un ton foncé. Durant les podiums de l'hiver 2013, « les mannequins roulent leur col […] chez Lanvin, col roulé ultra-luxe du côté de la maison Hermès, près du corps à la limite du moulant chez Raf Simons ». Les matières continuent à évoluer : « le sous-pull millésimé hiver 2015/16 n’a plus rien à voir avec son ancêtre ». Le magazine GQ, consacré à la mode et à la culture, écrit fin 2016 « en maille fine et matières nobles, blanc ou noir, matin et soir, le col roulé a toutes les qualités pour réussir son come-back […] Il est beaucoup plus élégant de porter un col roulé sous un costume qu’une chemise ouverte sans cravate ».
Pour les hommes, la façon de porter un col roulé est connotée : « Par exemple, selon la disposition de votre moustache si vous en avez une, vous pourrez être un esthète, un Dali, artiste tendre et poète ou, si vous avez moins de chance, une star du porno des années 70… Si ce col roulé est un peu rustique, couplé avec une veste en velours côtelé marron ou en tweed, vous êtes professeur de philosophie à l'Université. Toutefois si ce col est sombre, fin, avec une veste de laine froide et des lunettes, alors c'est de théâtre dont vous êtes professeur. »

## Vêtement féminin

### XIXesiècle
On trouve la première mention du port d'un col roulé par des femmes en 1889 dans une revue du Wellesley College, The Courant Edition.
Un article y relate une compétition d'aviron et la tenue spectaculaire arborée par l'équipe des Specials, un groupe d'étudiantes formé de femmes adultes, parfois mères de famille ou enseignantes, qui reprenaient des études pour compléter leur formation.
La tenue décrite est rayée bleu et blanc et composée d'une jupe plissée, d'un pull en jersey à col roulé et d'une casquette.

### DébutXXesiècle
Au début du XXe siècle, le col roulé fait partie des tenues de sport mais n'est pas porté en public.
Les cols montants en maille entrent dans l'habillement féminin, popularisés dans les illustrations de la Gibson Girl, où le col roulé est associé à l'image d'une femme active, belle et indépendante.
À partir des années 1920, le vestiaire occidental se fait plus décontracté, permettant au col roulé de devenir à la mode.

### Années 1930-1940
Le pull à col roulé est arboré par des actrices hollywoodiennes comme Marlene Dietrich en 1933 et Greta Garbo en 1946.

### Années 1950
Dans les années 1950, le col roulé devient un vêtement en vue aussi bien chez les actrices que les personnalités.
Audrey Hepburn est une adepte de cette tenue : elle est vue à Hollywood en 1952 en col roulé blanc sans manches avec un chapeau de paille, en 1953 pour une couverture de Life, ou en 1955 à cheval en Italie.
En 1953, Marilyn Monroe  apparaît  en col roulé dans une photographie du magazine Life comme « l’archétype de la sweater girl (...) à la fois détendue et séduisante, dans son pull-over de cachemire noir à col roulé, manches relevées aux coudes ; le pli sur la poitrine souligne les contours du soutien-gorge obus qui se trouve dessous, exaltant du même coup la plastique voluptueuse de la vedette ».
Jackie Kennedy ajoute des éléments arrangés de façon toujours originale dans sa garde-robe personnelle, notamment des cols roulés noirs très fins, mais aussi des cols roulés blancs.

### Années 1960
Dans les années 1960⁣⁣, le port du col roulé se popularise chez les femmes et l'ensemble col roulé, minijupe et bottes est un emblème pour les jeunes filles de l'époque. Hollywood s'empare de cette image et l'exploite dans nombre de films où les adolescentes sont le plus souvent vêtues de ce vêtement. C'est également le cas du cinéma d'autres pays qui montre ses actrices en col roulé telles Jeanne Moreau dans Jules et Jim habillée d'un mélange féminin/masculin dont un col roulé trop grand pour elle, Catherine Deneuve en blanc dans La Chamade, Romy Schneider dans Otley ou d'autres actrices le portant avec élégance comme Sophia Loren.
Dans sa collection de 1968, Emanuel Ungaro propose le pull col roulé « chaussette » en maille 2 sur 2 : « Je veux que la femme nouvelle se sente bien dans sa peau, et que sa nouvelle carrosserie l'empêche de vieillir ». Ce « pull-chaussette » à col roulé, très répandu à la fin des années 1960 est unisexe, « porté à la fois par les hommes et par les femmes », l'une de ses égéries en est Lana Turner puis Raquel Welch.
Dans les années 1970, cette mode est bien installée aux États-Unis parmi les étudiantes, alors qu'en France, elle se répand chez les intellectuelles de gauche, notamment le col roulé noir, tendance « Saint-Germain des Prés ».

### Années 1980
Dans les années 1980, malgré sa présence sur les podiums des créateurs japonais, le sous-pull est moins à la mode, quoique toujours considéré comme un basique de la garde-robe : la rue s'en est emparée définitivement. Apparaît alors dans les collections, le body à col roulé. Dans sa collection automne-hiver 1985-1986, la styliste Donna Karan présente un mannequin en body noir à col roulé sous un chemisier blanc : dans la tradition du sportswear américain, cet ensemble est emblématique de ses collections, solutions vestimentaires pour faciliter la vie quotidienne sans se départir d'une élégance décontractée. Les années 1990 voient le retour du sous-pull dans les défilés de mode, tel le défilé de la collection automne-hiver 1989-1990 de Jean Paul Gaultier, et il regagne alors sa place d'article populaire de mode, sur le Continent et aux États-Unis tel que porté par la top model américaine Christy Turlington par exemple.

### Années 2000

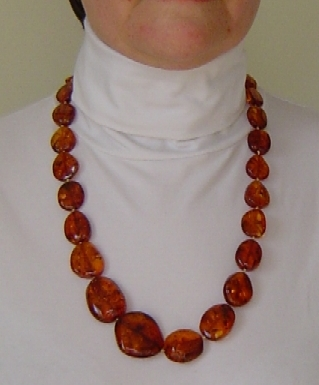
Top à col roulé blanc et collier en ambre.

Dans les années 2000, le sous-pull revient à la mode, emporté par la tendance de retour aux années 1960 : le must de cette tendance est la robe-tablier portée sur un sous-pull. Vêtement de base par excellence, il fait son retour plus « mode » et plus chic. Le sous-pull est intégré aux collections de prêt-à-porter au début des années 2000, le meilleur de la production de nombreux fabricants reposant sur des modèles ultra moulants. De nombreuses couvertures de magazines féminins le mettent en avant : telles que Femme actuelle valorisant le sous-pull moulant de couleur vive, jaune, ou fuchsia, de même que le sous-pull porté sous un chemisier, telles les photos du mannequin Tasha Tilberg dans le magazine Vogue.
Bien que le col roulé sans manche ait été porté par Grace Kelly dès 1954, c'est au début des années 2000 que les stylistes le proposent en twinset, assorti à un cardigan boutonné. Très rapidement, cette mode se répand, à l'exemple de nombreuses personnalités : actrices, universitaires, présentatrices de télévision.
Lors des défilés de juin 2007, les créateurs habillent les femmes de pulls à col roulé « le plus moulant possible pour une classe non ostentatoire » tels Calvin Klein ou Givenchy. Qualifié de « must saison » en 2008 par le magazine Elle ou encore de « must have de la saison », le sous-pull a depuis retrouvé sa place de pièce capitale de la garde-robe et « se hausse le col » sur les podiums lors des défilés de mode de septembre 2008 : « Il cumule en prime deux fonctions : la première est de rendre portable les pièces d'hiver à manches trois-quarts ou à décolleté très échancré, la seconde est d'insuffler de la structure à un vêtement large et flou ». Saint Laurent, Louis Vuitton, Lacoste ou encore Dolce & Gabbana par exemple, l'intègrent dans différentes tenues de leurs collections 2008-2009,. Quant à la styliste belge Véronique Branquinho, elle continue à le placer, de façon toujours aussi inconditionnelle, dans ses collections. Le col roulé reste un « must have » de la saison hivernale.

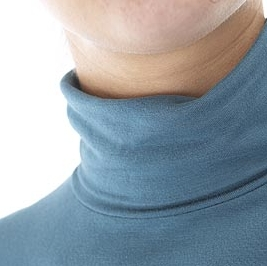
Col roulé, porté roulé.

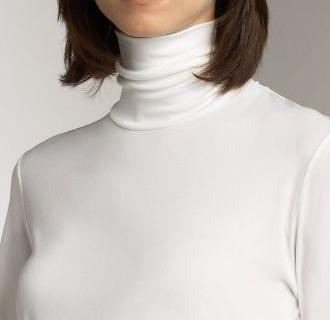
Col roulé, porté déroulé.

En 2008, Stefano Pilati n'offre aux tenues de ses mannequins pas d'autres fioritures que la semi-transparence du col roulé. Celui-ci devient alors suggestif, sexy et très féminin. Si le sous-pull fin s'offre une place de choix chez les plus exigeantes des marques de mode, « c’est parce que l'on y prend le soin de le traiter tel un haut de mousseline fragile, à savoir avec finesse, goût et attention », écrit une critique de mode. Porté généralement en sous-vêtement, le sous-pull peut se porter seul et avec des colliers fantaisie, « pour un look sexy ».
D'article populaire dans les années 1980, ce basique, compte tenu de son faible prix redevient « attractif grâce à de nouvelles matières ». Qualifié de « style bcbg », il s’affiche en invité des garde-robes présentées par les stylistes, allant de pair avec toutes les tendances du moment. À la vue des défilés et des étals de boutiques, le col roulé, sexy et finalement très féminin, occupe donc une place majeure au sein du dressing code, et cela tant dans les pays européens qu'en Amérique, comme le Canada. Ayant longtemps souffert d’une mauvaise réputation : unisexe et asexué, sans formes, triste, démodé, le col roulé des années 2000 est devenu une figure incontournable de la garde-robe féminine grâce à l'évolution des matériaux : à la fois confortable, fashion et chic, sexy, abordable et multi-saison. Le pull à col roulé redevient « attractif grâce à de nouvelles matières ».
Les défilés de l'année 2008 remettent à la mode le port du collier, voire de multiples colliers superposés, sur le col roulé, tels les mannequins de Vuitton ou de Givenchy.
Lors de ces derniers défilés, de nombreux mannequins portent le col roulé « déroulé » contrairement aux années précédentes. C'est ainsi également que le mannequin de la publicité de la société Hermès le porte en 2007, ce qui fait dire en 2015 au magazine Marie France « Le col roulé peut être porté déroulé comme toute fashionista de 2015 qui se respecte ».
En hiver, le col roulé est l’allié des robes bustier ou robes sans manches, voire des robes d’été qu'il permet de porter même pendant la mauvaise saison. À manches longues à l'origine, le sous-pull se porte également à manches courtes : pendant les intersaisons, lorsqu’il fait un peu trop froid pour mettre une chemise décolletée à même la peau. Associé à une veste ou un gilet, il peut être très élégant.
En septembre 2011, la directrice artistique de Céline déclare : « le sous-pull sera incontournable cette saison », très près du corps, il s’adapte facilement au style minimaliste-chic des défilés Automne-Hiver 2011/2012. En septembre 2012, « la valeur sûre [est] le pull moulant à col roulé gris souris » proposé par la maison Dior. En 2014, le sous-pull connaît un regain d'intérêt auprès des "modeuses", qui n'hésitent plus à le traiter comme une pièce à part entière de leur garde-robe automnale. Fin 2015, le magazine Marie Claire écrit « réminiscence stylistique de l’enfance pour certains, incarnation d’un style (trop ?) BCBG pour d’autres, le col roulé, aux allures faussement rétro, est de nouveau plébiscité par les enseignes de prêt-à-porter ».
Pour les femmes, réputé indémodable, le pull à col roulé reste éminemment versatile car il peut se porter épais ou fin, de façon ample et volumineuse ou ajustée et près du corps, seul ou en association avec un autre haut.

## Uniforme
Le col roulé peut faire partie d'un uniforme. C'est le cas notamment d'uniformes dans des collèges et chorales, d'uniformes d'hôtesses d'accueil : par exemple, le top bleu des étudiantes de l'École d'hôtesses Tunon ou le top blanc des hôtesses d'accueil dans les salons automobiles ou celui des hôtesses de l'air comme, par exemple, le col roulé blanc du personnel de la SAS Scandinavian Airlines, ou le col roulé fuchsia de la compagnie autrichienne Styrian Spirit.
Après la Seconde Guerre mondiale, les entreprises japonaises fournissaient des vêtements à leurs employés qui en étaient démunis. Au fil du temps, ces vêtements ont renforcé le lien entre les salariés et leur entreprise et sont devenus des identifiants de leur compagnie.
Dans les années 1980, lors d'une visite de l'entreprise Sony au Japon, Steve Jobs admire le design des uniformes des employés. Il fait la connaissance d’Issey Miyake, concepteur de ces tenues et lui demande de créer pour Apple une tenue uniforme pour les employés. Le styliste crée un modèle de pull à col roulé noir. Les salariés d'Apple refuseront alors fermement l'idée de porter un quelconque uniforme. Steve Jobs commandera néanmoins une centaine de ces pulls à col roulé noir et les portera toute sa vie avec un jean Levi’s 501 et des baskets New Balance 991, se forgeant ainsi une identité visuelle,.
En 1987, dans La Vie matérielle, Marguerite Duras présente le pull-over à col roulé comme faisant partie de son uniforme d'écrivaine qu'elle appelle « L’uniforme M.D » : « J’ai un uniforme depuis maintenant quinze ans. C’est l’uniforme M.D. qui a donné, parait-il, un look Duras, repris par un couturier l’année dernière : le gilet noir, la jupe droite, le pull-over à col roulé et les bottes courtes en hiver. J’ai dit : pas coquette, mais c’est faux. La recherche de l’uniforme est celle d’une conformité entre le fond et la forme, entre ce qu’on croit paraître et ce qu’on voudrait paraître, entre ce qu’on croit être et ce qu’on voudrait montrer de façon allusive par les vêtements qu’on porte.»
En Belgique, depuis le 22 juin 2006, un arrêté royal précise que l'uniforme porté par les fonctionnaires de police lors de missions de maintien et de rétablissement de l'ordre public comprend un sous-pull.

## Dans la culture

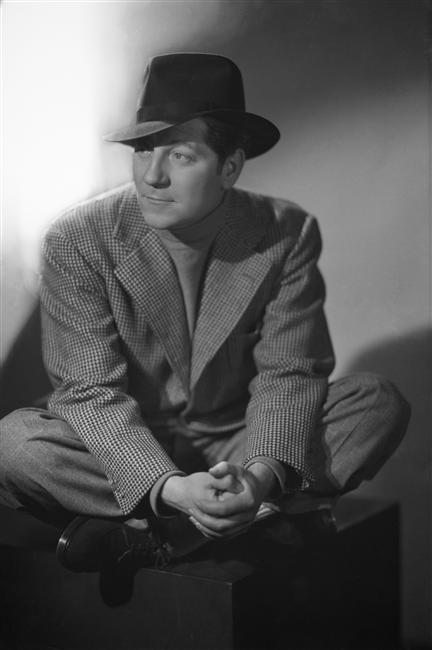
Jean Gabin, en 1939, photographié par le studio Harcourt.
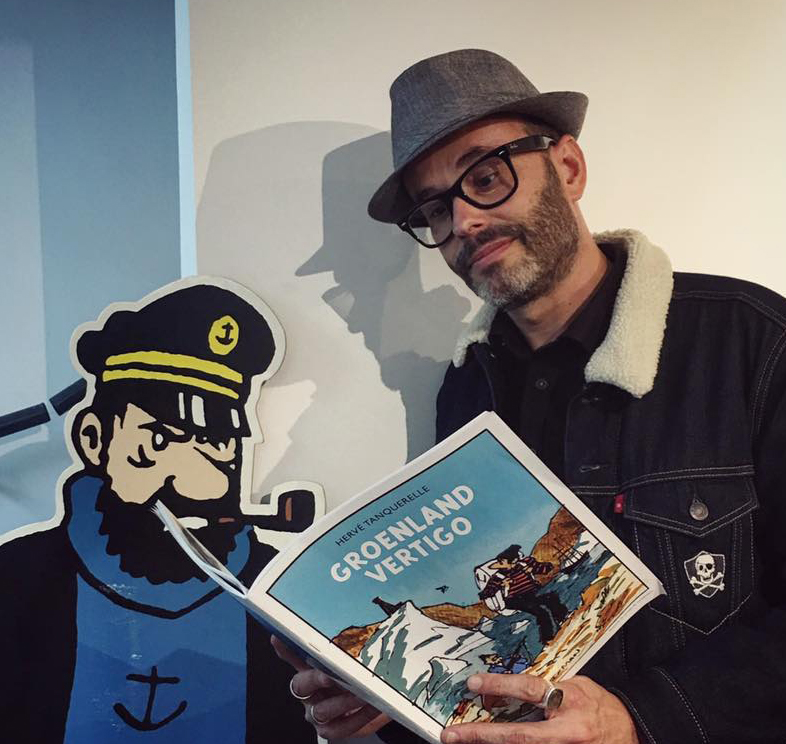
Le capitaine Haddock apparaît en 1941.
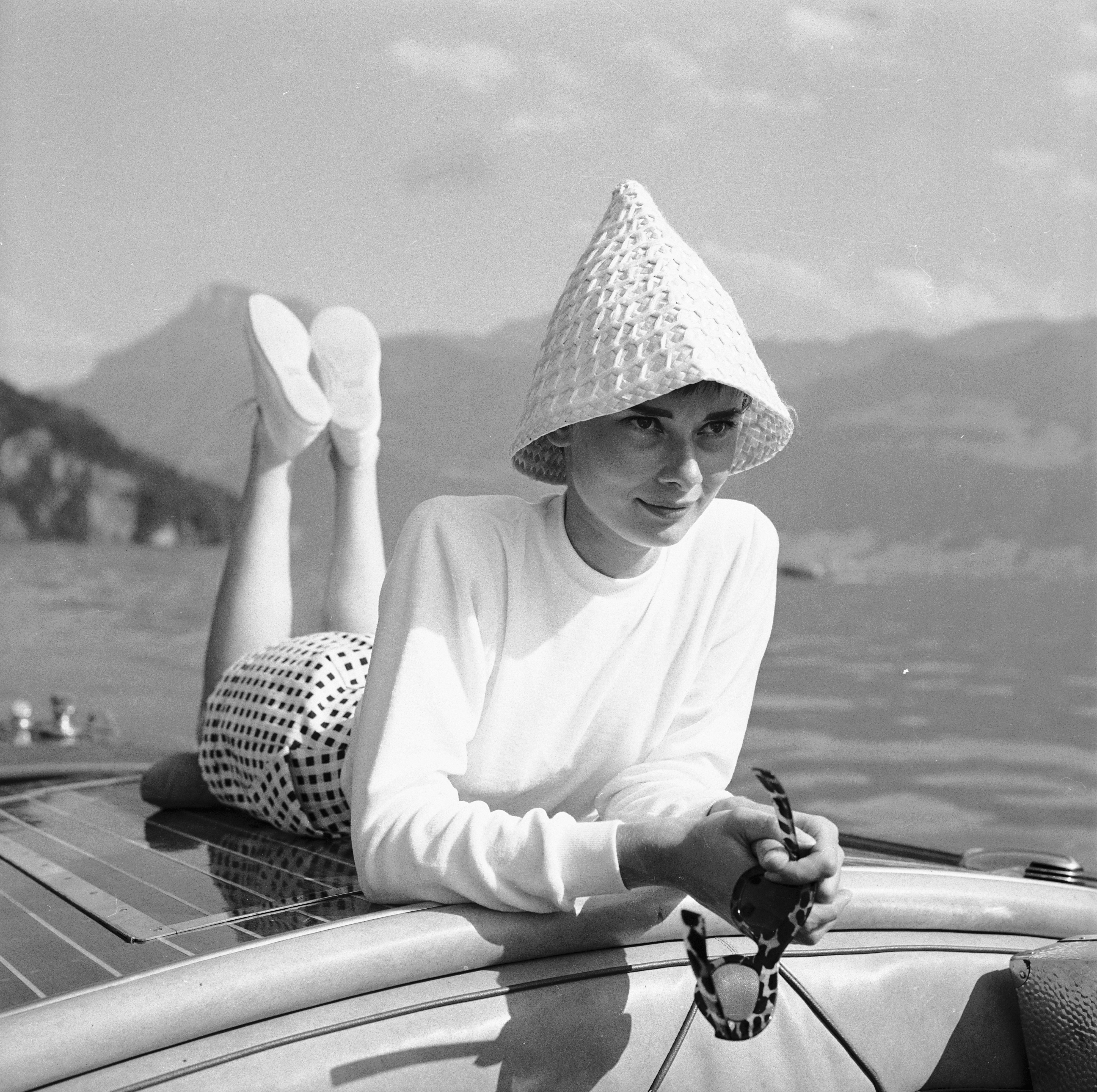
Audrey Hepburn (1954).
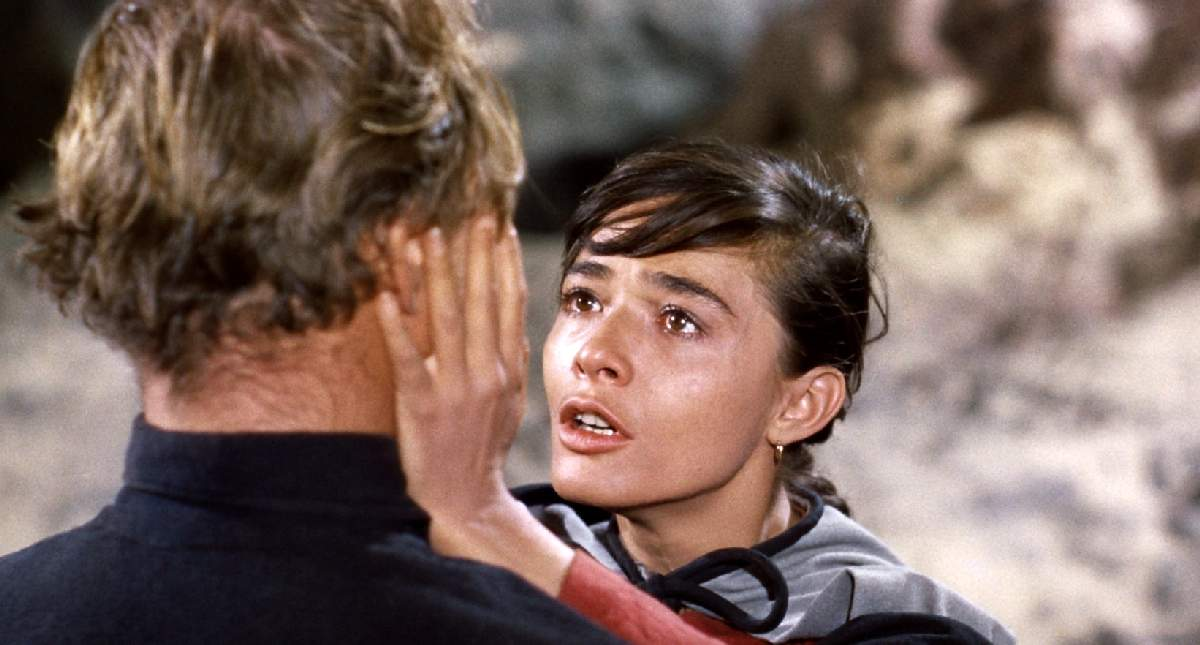
Dans son film La Vengeance aux deux visages (1961), Marlon Brando porte un col roulé.
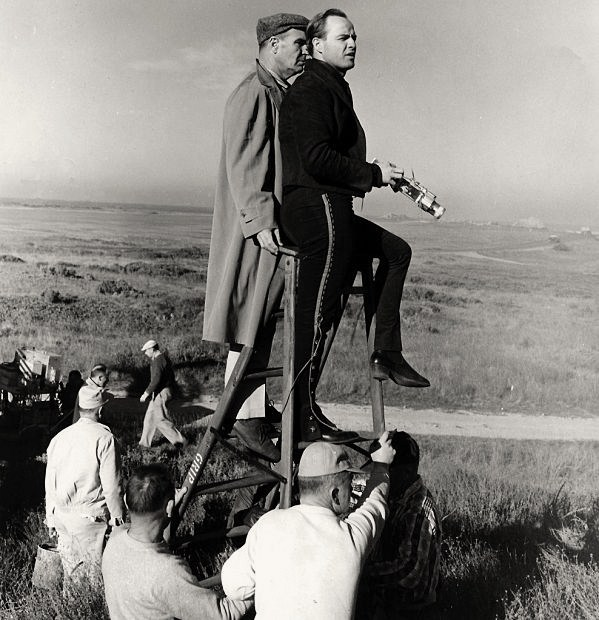
Marlon Brando porte aussi un col roulé sur le tournage.

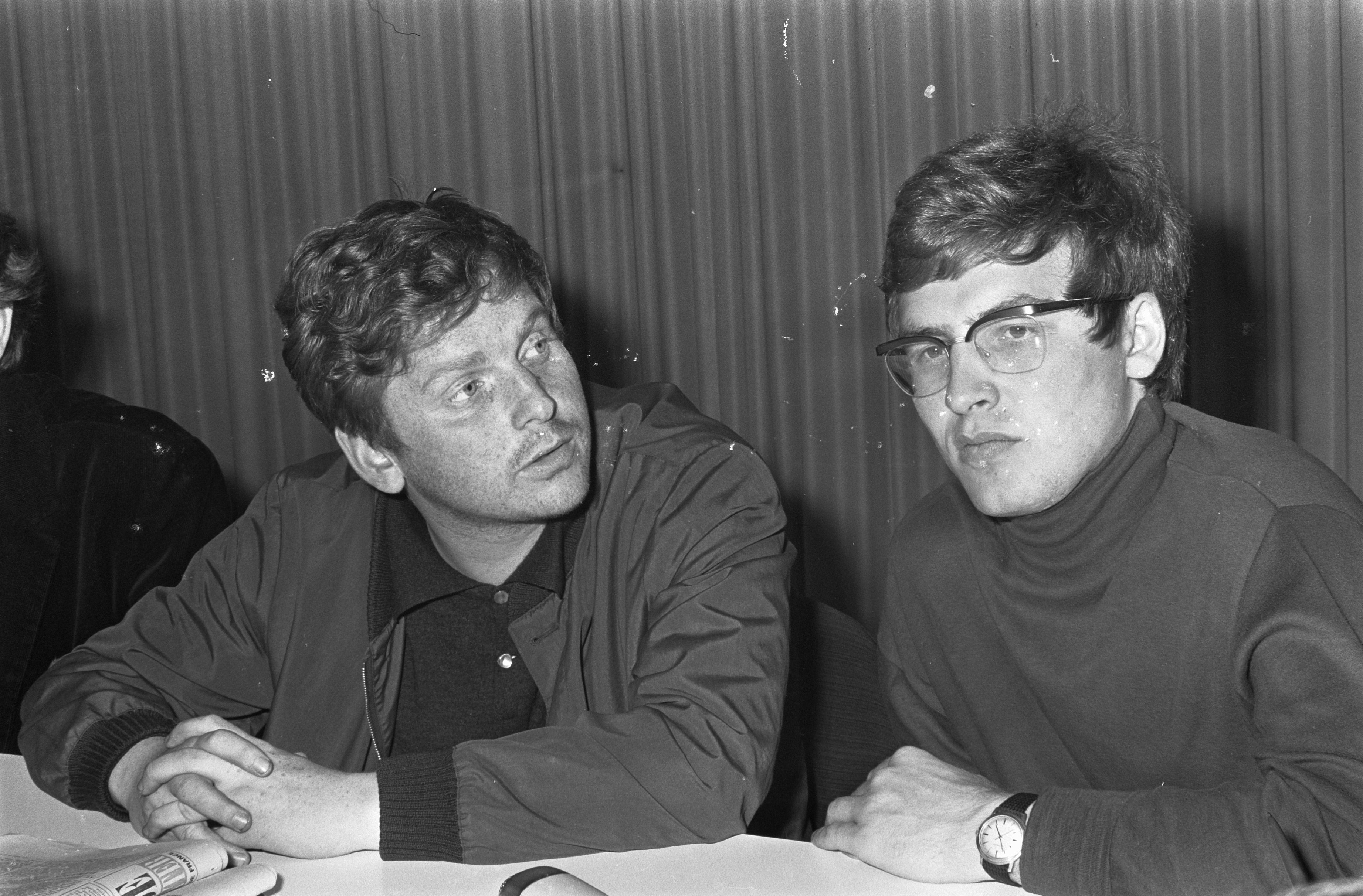
En mai 1968.
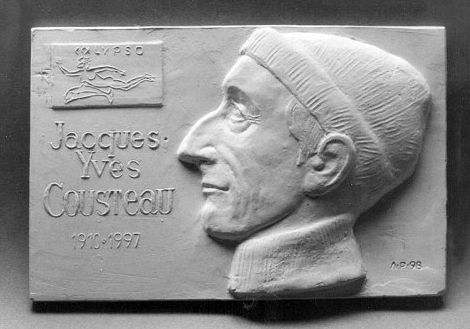
Médaille en l'honneur de Jacques-Yves Cousteau.
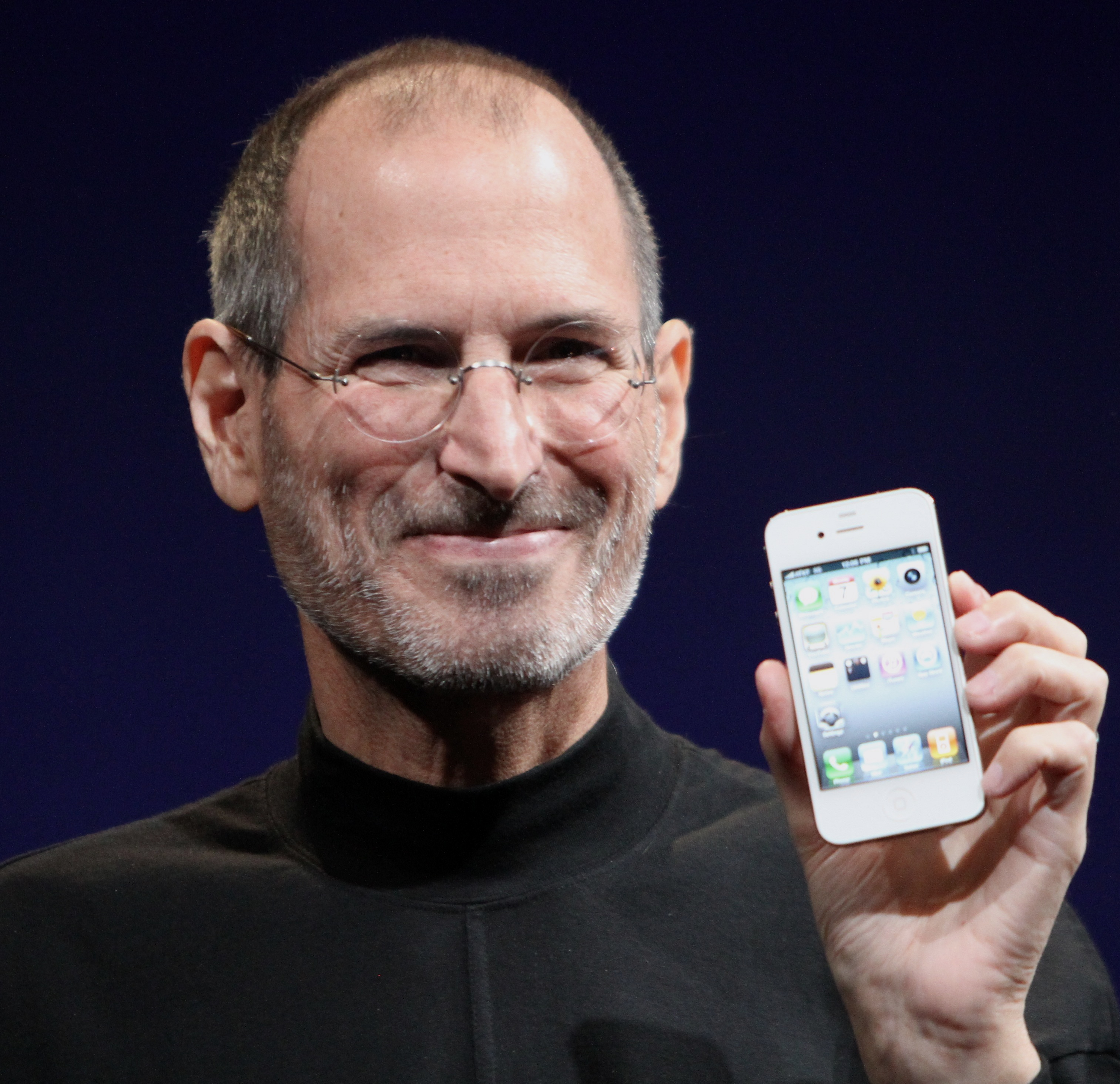
Steve Jobs et son mythique pull-over.

Dans la bande dessinée, le pull à col roulé est notamment le vêtement emblématique du capitaine Haddock dans Les Aventures de Tintin, de Gaston Lagaffe et des personnages de science-fiction imaginés par Raymond Poïvet dans Les Hommes aux yeux d’or, un volume de la série Les Pionniers de l'Espérance paru en 1957.
Le sous-pull à col roulé blanc était l'un des vêtements favoris du commandant Cousteau. René Dumont était toujours vêtu d'un pull rouge à col roulé.
À la fin des années 1960, l'idéologie de gauche met en valeur certains vêtements portés par les ouvriers, notamment les pulls marins à col roulé ».
À l'image des Frères Jacques quelques décennies plus tôt, ou du groupe de musique The Chase, le chanteur Philippe Katerine est généralement vêtu, dans ses concerts et sur ses couvertures de disques, d'un sous-pull à col roulé, très moulant, souvent de couleur assez vive. Philippe Katerine a déclaré en 2007 : « Le sous-pull est la parure de demain ».
Dans Tout peut arriver de 2003, ode au col roulé, version estivale, l'actrice Diane Keaton déclare : « I'm a turtleneck kinda gal », ce qui peut se traduire par « je suis  une fille à col roulé », comme l'actrice Gwyneth Paltrow dans le film Pile et face où elle porte toute une garde-robe de cols roulés parfaits.
Dans un court métrage intitulé T = Turtleneck produit pour l'exposition Items, Is Fashion Modern? au MoMA en 2017, la designer Hana Tajima montre que le col roulé a la faculté de gommer le corps, d’effacer la personne qui le porte par une espèce de force du vide. En détachant son attention du corps, on la focalise sur l’esprit.
L'écrivaine américaine Kelsey McKinney décrit ainsi l'effet de protection que procure le col roulé : « Chaque fois que je passe la tête dans l’étroite bande de tissu de mon col roulé, ça me rappelle son principal attrait : sa capacité protectrice, métaphoriquement comme substantiellement. (...) Le col roulé ne m’embellit pas. Il me donne confiance en moi, me rend invincible, inatteignable comme aucun autre vêtement de ma garde-robe, comme si cette barrière de tissu me complétait, me séparait du reste du monde. Et avec ce sentiment de sécurité, je suis prête à affronter l’avenir, confiante et posée. »

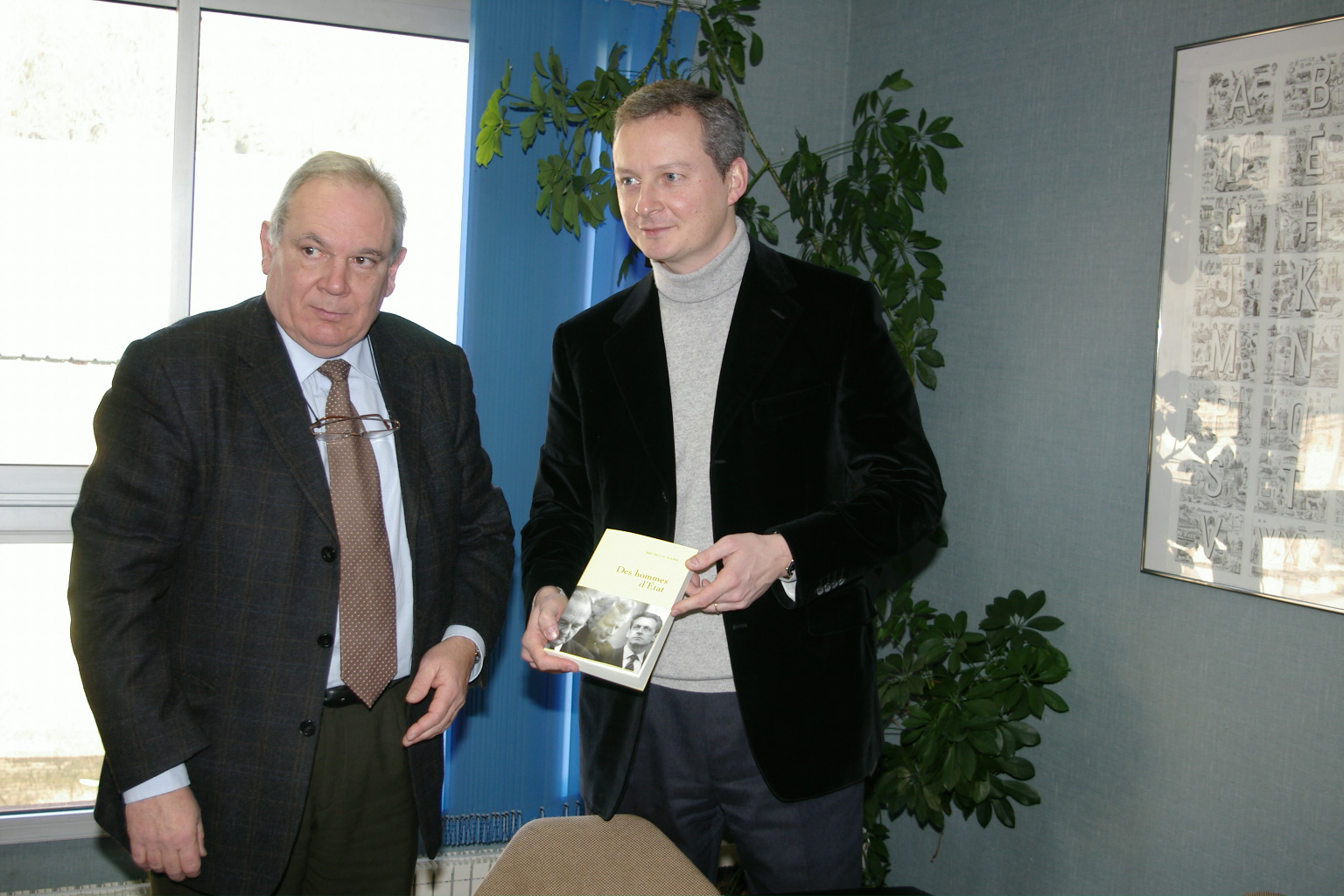
Bruno Le Maire en 2007.

Le port du col roulé pour les hommes, en particulier pour les hommes politiques ou les décideurs, est associé à la décontraction. Cette décontraction se retrouve dans le code vestimentaire utilisé dans les entreprises le vendredi, le Friday wear ou casual Friday, où le col roulé peut remplacer l'ensemble chemise/cravate.
C'est cette attitude de décontraction que voulait caractériser Steve Jobs,.
Florence Muller, spécialiste de l’histoire de la mode, note dans le journal La Vanguardia que : « Quand il [Sarkozy] adopte un look décontracté, Nicolas Sarkozy ose le col roulé noir, et c’est sans doute là le choix vestimentaire qui lui va le mieux ».
En 2022, face à la crise énergétique, Bruno Le Maire, ministre de l'Économie, présente le col roulé comme un moyen d'économiser le chauffage,.